# SSG 랜더스
SSG 랜더스(SSG Landers)는 SK 와이번스를 인수하여 대한민국 인천광역시를 연고지로 하는 KBO 소속 프로야구단으로 신세계그룹의 계열사이다. 홈 구장은 인천광역시 미추홀구에 있는 인천SSG랜더스필드이다. 2000년에 'SK 와이번스'로 창단된 후 2021년에 신세계그룹이 인수하면서 'SSG 랜더스'로 명칭이 변경되었다.

## 역사

### SK 와이번스

#### 창단

SK 와이번스의 이니셜 로고

SK 와이번스의 창단은 기존 쌍방울 레이더스의 인수 형식이 아닌, 새로 팀을 창단하는 방식으로 이뤄졌다. IMF 직격탄을 맞고 법정 관리 중이던 쌍방울은 야구단 매각을 통해 최대한 많은 금액을 받아낼 계획이었다. 이에 7개 외국기업과 2개 국내 기업을 대상으로 협상을 벌였고 외국기업을 상대로 약 2,000만 달러, 국내기업에게는 약 200억 원의 인수 대금을 요구했다. 당시 한창 프로야구 참여를 타진하던 SK 입장에서는 굳이 그 많은 돈을 쌍방울에 지불하고 야구팀을 만들 이유가 없었다. 그보다는 KBO와 직접 협상을 통해 연고지 이전, 선수보강 등 여러 부면에서 혜택을 얻는 편이 합리적이었다. 결국 회생에 실패한 쌍방울은 2000년 1월 7일 ‘금일 자로 (주)쌍방울은 KBO의 쌍방울 레이더스 법정 퇴출을 받아들이기로 했다’는 내용의 팩스 한 통과 함께 역사 속으로 사라졌다. “사회적 여망을 받아들여 야구단 창단을 검토하겠다‘는 손길승 SK 회장의 발언이 나온 것은 그로부터 한 달여 뒤인 2월 1일이었다.
이로 인해 SK는 쌍방울과 전혀 무관하게 보이게 만들어버렸으며 쌍방울의 기존 선수단과 코칭스태프, 신인 지명권이 인계됐고 1999년 말 김준환 쌍방울 감독 대행이 쌍방울 정식 감독으로 부임한 과정에서 코치로 부임했지만 팀이 2000년 1월 해체된 후 새로 창단된 해당 구단에서 코칭스태프를 역임한 함학수 김성현 박철우 코치와 강병철 감독이 SK 초대 감독으로 부임하면서 이 팀 수석코치를 맡은 김준환 코치가 2000년 말 '쌍방울 색 지우기' 프로젝트에 따라 팀을 떠나야 했으며 이들 뿐 아니라 앞서 언급한 것처럼 1999년 말 김준환 쌍방울 감독 대행이 쌍방울 정식 감독으로 부임한 과정에서 코치로 부임했으나 팀이 2000년 1월 해체된 후 새로 창단된 해당 구단에서 코칭스태프를 역임한 이건열 코치, 쌍방울 시절부터 몸담아 온 박상열 김만후 코치가 해고됐고 이외에도 쌍방울에서 그대로 받은 선수들 위주로 대대적인 구조 정리가 단행됐지만 쌍방울이 해당 구단(SK)에 선수들을 넘기려면 전지훈련이 필요하다고 판단하여 쌍방울은 2000년 2월 7일부터 3월 7일까지 하와이로 전지훈련을 떠났으며 최태원 김원형 성영재 조원우 등 당시 쌍방울의 주축 선수들이 여전히 선수협 고수의사를 굽히지 않았던 터라 애를 먹었고 김호 양용모 박진석 김기덕 장재중 손차훈 김원형 조원우 심성보 등이 선수협에서 탈퇴하여 최태원 김광현 성영재 박재용이 당시 선수협에 잔류했는데 김호 성영재는 2000년 시즌 중 해태로 이적했고 장재중은 2001년 LG로 이적했으며 박진석 심성보 김광현 박재용 등이 2000년 시즌 후 방출되어 은퇴했다.

#### 초창기
상황이 이렇다 보니 2000년에는 초창기 선수단의 주축이었던 쌍방울 선수들에 대한 신분 정리가 끝나지 않은 상태라 시범경기에 불참했으며 선수협 파동 때문에 두산(OB 포함)으로부터 미운털이 박힌 강병규가 같은 해 3월 23일 해당 구단(SK)으로 현금 트레이드됐고 같은 날 강병규 외에도 지역연고(인천) 출신인 권명철 김충민 장광호와 인천 출신이 아니었던 김태석 김종헌 송재익을 데려왔으며 시즌 전 선수협 문제로 전준호와 갈등을 빚은 데다 코칭스태프와의 불화설 뿐 아니라 부상 때문에 개막전부터 출전을 하지 못한 프랜차이즈(인천) 출신 김경기를 현대에서 2020년 7월 현금 2억 5,000만원에 트레이드로 데려왔다.
2001년에 인천 용현동 SK 인천 물류 센터 위치에 연습 구장인 '와이번스 드림파크'를 개소했으며, 2002년에 홈구장을 문학야구장으로 이전하였다. 2003년에 창단 이후 처음으로 포스트시즌에 진출해 준우승을 하였다. 2005년에는 3위로 시즌을 마감하였다.

#### 일명 'SK 와이번스 왕조' 시대
2007년에는 1위로 시즌을 마감, 한국시리즈에서 우승하며 창단 첫 우승을 달성하였다. 2008년에는 2년 연속 통합 우승을 달성하였으며, 2009년에는 2위로 플레이오프에 진출해 준우승을 하였다. 2010년에는 1위로 시즌을 마감, 한국시리즈에서 우승하였다. 2011년에는 3위로 플레이오프에 진출해 2위 롯데를 꺾었으나 삼성에 패하며 준우승을 기록하였다.

#### 2012년 ~ 2020년
SK 와이번스가 두산 베어스를 7:5로 승리하면서 2014년 한국프로야구 포스트시즌 진출 희망이 생겼다. 여기서 한국프로야구 사상 최초로 경우의 수가 발생했다. 단, 제일 먼저 SK 와이번스가 무조건 넥센 히어로즈를 이겨놓고, 같은 시간에 롯데 자이언츠가 LG 트윈스를 이기면 2014년 KBO 포스트시즌에 진출할 수 있었다. 그러나, 초반부터 SK 와이번스가 넥센 히어로즈에게 패배하는 경기를 하다가 결국에는 2대7로 패하여 자연히 탈락했다.
그리고, 2015년에는 구장이름을 문학야구장에서 인천SK행복드림구장으로 바꿨으며, 와일드카드 결정전에 진출하였으나 제1차전에서 결정적 실책으로 탈락하였다. 2018년 시즌에는 2위로 시즌을 마감, 한국시리즈에서 우승하였고 2019년에는 플레이오프에 진출했다. 그러나 2020년에는 심각한 부진으로 9위를 기록하였다.

#### 모기업 SK의 구단 매각과 신세계그룹의 구단 인수
2021년 1월 26일, 신세계그룹이 구단을 인수한다고 밝혔다. 신세계는 SK텔레콤이 보유한 구단 지분 100%(1,000억)와 부동산(352.8억) 등을 1,352억 8,000만원에 인수하기로 양해각서(MOU)를 체결했다고 발표하였다. 연고지는 인천광역시로 유지하며, 구단 인원 및 선수단의 고용은 모두 승계한다. 2월중에 본계약을 마치고, 3월 6일에 SSG 랜더스로 개편되었다.
2021년 2월 23일, 해외진출선수 특별지명회의의 지명권을 사용하여 연봉 27억 원과 연봉 중 10억 원을 사회공헌활동에 사용한다는 조건으로 추신수를 영입하였다. 이는 SK 와이번스 시절 가지고 있었던 지명권을 사용하여 영입한 것이다. 또한 추신수는 SSG 랜더스로의 개편 결정 이후 처음으로 외부에서 영입한 선수이기도 하다.
2021년 2월 27일 정용진 구단주는 클럽하우스에 접속하여 “우승 반지를 끼고 싶어 야구단을 인수했다”, "야구단 명칭으로 웨일스, 팬서스 등을 검토했으나 인천 하면 떠오르는 공항과 관련이 있는 이름으로 정했으며, 야구단 상징색으로는 이마트의 노란색을 사용하지는 않을 것", "빨간색이 신세계를 상징하는 색이기 때문", "문학야구장에 스타벅스와 노브랜드 버거를 입점시킬 계획이며 청라국제도시에 테마파크를 건설하려던 비용으로 돔구장 건립을 검토 중이다", "나를 ‘용진이 형’이라고 불러도 좋다”는 등의 메시지를 발표해 구단 운영에 대한 자신의 계획을 언급하였다. 이에 신세계그룹 본사는 “정황상 정용진 신세계그룹 부회장 겸 SSG 랜더스 구단주님이 맞는 것 같다. 야구단 관련 내용도 워낙 구체적” “돔구장 건립 계획을 밝힌 것은 건립 의지를 다시 한번 드러낸 것으로 보인다. 또 유니폼과 엠블럼 등에 노란색을 쓰지 않는다는 것은 팬들의 의견을 경청하고 있다는 것을 에둘러 말씀하신 것”라고 밝혀 사실관계가 있음을 알렸다.
2021년 3월 5일 야구단의 새로운 명칭을 'SSG 랜더스'로 결정했음을 공식 발표했다. 선수단은 공식 유니폼이 발표되기 전까지 SK 와이번스 시절의 '인천 유니폼'을 바탕으로 한 임시 유니폼을 착용하였다. 다만 임시 유니폼은 기존에 'SK'였던 부분이 'SSG.COM'으로 바뀌었다.
2021년 3월 12일 SSG 랜더스의 공식 팀 로고와 엠블럼 등이 발표되었다. 2021년 3월 30일에는 서울 웨스틴조선호텔에서 공식 창단식을 열고 마스코트 랜디, 정식 유니폼을 공개하였다. 하지만 연고지 인천광역시가 아닌 서울특별시에서 했다는 점에서 지역 시민단체와 지역 정치권에서 논란이 됐었다. 이에 대하여 정용진 구단주는 4월 2일 클럽하우스를 통하여 "창단식을 인천에서 못한 것은 죄송하다", "잠실야구장에서 시범경기를 끝낸 선수들 컨디션 고려와 전국적 야구단 홍보의 목적으로 서울에서 창단식을 진행하는 게 효율적이었다"며 이 상황에 대하여 해명했다.

#### 2021 시즌
시즌 개막 시점의 SSG 랜더스는 상승세를 타며 선두 경쟁에도 나서 한때는 리그 선두를 지킨 적도 있었다. 그렇지만 주축 투수인 아티 르위키의 부상과 부진으로 인한 퇴출과 박종훈, 문승원의 이어진 부상으로 인한 시즌 하차는 SSG 랜더스의 2021년 시즌 진행에 부정적인 영향을 끼쳤다. 아티 르위키를 대신하기 위하여 샘 가빌리오를 영입하였으나 결국 박종훈, 문승원의 공백을 대체 선발투수를 투입하여 메우려는 시도는 실패하였다. 다만 신인왕 경쟁에 참여할 정도였던 오원석의 본격적인 활약과 신인 장지훈의 등장은 투수진에서 발전된 모습이었다.
타선에서는 추신수 영입의 영향력으로 과거 2019년 시즌 후반기부터 진행된 타선의 부진을 극복하는데 성공하였다. 실제로 주축 타자인 3루수 최정은 2021 시즌 홈런왕 타이틀을 획득했으며 팀 홈런도 185개를 기록하며 시즌 1위로 마무리하였다. 그 외에도 개명한 우익수 한유섬의 기량 회복, 국군체육부대에서의 군 복무를 마치고 돌아온 유격수 박성한이 3할 타율을 기록하는 등 팀 주전으로 성장하였고, 2년차 중견수 최지훈의 활약등은 SSG 랜더스 타선에서 2021년 발전된 모습을 보여준 사례이다.
SSG 랜더스는 시즌 종료시점까지 선수들의 분전으로 포스트시즌 진출 경쟁에 도전했고 최종전에서 4위를 위해서는 무조건 이겨놓고는 두산 베어스가 한화 이글스에게 무조건 져야 되는 실낱같은 희망이 있었다. 하지만, SSG 랜더스는 시즌 최종전이었던 10월 30일 인천SSG랜더스필드에서 벌어진 KT 위즈와의 홈경기에서의 3-8 패배로 0.5경기차의 승차를 결국 극복하지 못하고 심지어 같은 시간에 오히려 키움 히어로즈가 7:1로 KIA 타이거즈를 크게 승리하는 바람에 6위까지 추락하여 결국 포스트시즌 진출에는 실패하였다. 비록 포스트시즌 진출 실패에 대하여 팬들의 평가는 “최종 6위란 결과가 당연히 아쉽다. 하지만 SSG가 속절없이 추락해도 전혀 이상하지 않은 악조건 속에서도 포기하지 않고 끝까지 5위 싸움을 필사적으로 펼친 건 기적과 같았다. 내년 시즌 더 큰 희망을 걸 수 있다”는 등 2022년 시즌을 기약하는 평가였다.
한편, 2021년 시즌을 끝으로 2021 시즌까지 총 5년동안 팀에 있었던 주축 외국인 타자 제이미 로맥이 은퇴를 선언하며 퇴단하였다.

#### 2022 시즌:와이어 투 와이어, 그리고 V5
2022년 SSG 랜더스 시즌과 관련하여 추신수는 재계약하여 팀의 2022년 선수 명단에 남게 되었다. 제이미 로맥의 퇴단으로 비게 된 외국인 타자는 일본 히로시마 도요 카프에서 활동한 케빈 크론을 총액 100만 미국 달러에 영입하게 되었다.
그리고 키움히어로즈를 4승 2패라는 성적으로 한국시리즈 우승을 SSG 랜더스 창단 2년만에 차지하게된다.

## 통산 기록
| 연도             | 팀명             | 순위             | 승  | 무 | 패  | 승률  | 포스트시즌                    | 수상 선수   | 감독   |
| ---------------- | ---------------- | ---------------- | --- | -- | --- | ----- | ----------------------------- | ----------- | ------ |
| 2021             | SSG              | 6위              | 66  | 14 | 64  | 0.508 |                               |             | 김원형 |
| 2022             | SSG              | 1위              | 88  | 4  | 52  | 0.629 | * 한국시리즈 : 키움 전 4-2 승 | 김강민 (최) | 김원형 |
| 2023             | SSG              | 3위              | 76  | 3  | 65  | 0.539 | * 준플레이오프 : NC 전 0-3 패 |             | 김원형 |
| 2024             | SSG              | 6위              | 72  | 2  | 70  | 0.507 |                               |             | 이숭용 |
| SSG 랜더스 4시즌 | SSG 랜더스 4시즌 | SSG 랜더스 4시즌 | 302 | 23 | 251 | 0.546 |                               |             |        |

## 한국시리즈
| #                                         | 연도 | 감독        | 상대 팀       | 경기 결과         | 우승 횟수 | 시리즈 MVP      | 주석 및 기타                             |
| ----------------------------------------- | ---- | ----------- | ------------- | ----------------- | --------- | --------------- | ---------------------------------------- |
| 1                                         | 2003 | 조범현      | 현대 유니콘스 | 3승 4패 (XOOXXOX) |           |                 |                                          |
| 2                                         | 2007 | 김성근      | 두산 베어스   | 4승 2패 (XXOOOO)  | V1        | 김재현 (외야수) | SK로 첫 우승                             |
| 3                                         | 2008 | 김성근      | 두산 베어스   | 4승 (XOOOO)       | V2        | 최정 (내야수)   |                                          |
| 4                                         | 2009 | 김성근      | KIA 타이거즈  | 3승 4패 (XXOOXOX) |           |                 |                                          |
| 5                                         | 2010 | 김성근      | 삼성 라이온즈 | 4승 (OOOO)        | V3        | 박정권 (내야수) |                                          |
| 6                                         | 2011 | 이만수      | 삼성 라이온즈 | 1승 4패 (XXOXX)   |           |                 |                                          |
| 7                                         | 2012 | 이만수      | 삼성 라이온즈 | 2승 4패 (XXOOXX)  |           |                 |                                          |
| 8                                         | 2018 | 트레이 힐만 | 두산 베어스   | 4승 2패 (OXOXOO)  | V4        | 한동민 (외야수) | SK의 마지막 우승 업셋 우승               |
| 9                                         | 2022 | 김원형      | 키움 히어로즈 | 4승 2패 (XOOXOO)  | V5        | 김강민 (외야수) | SSG로 첫 우승 와이어 투 와이어 통합 우승 |
| 한국시리즈 총 5회 우승 (SK 4회 / SSG 1회) |      |             |               |                   |           |                 |                                          |

## 상징

### 엠블럼과 심볼

#### 제1기 엠블럼과 심볼
SSG 랜더스의 제1기 엠블럼과 심벌은 ‘카리스마틱 레드’라고 명명한 붉은색 계통의 색깔을 바탕으로 만들어졌다. 이는 모기업 신세계그룹의 상징 색깔이자 전신팀 SK 와이번스의 상징색깔이었다. 이는 인수 당시부터 팬들이 붉은색 계열 색깔을 팀의 상징으로 삼아달라는 요구를 반영한 것이다.
제1기 메인 엠블럼에는 우주선(이)가 새겨져 있는데, 이는 "우주선이 ‘미지의 개척지’에 착륙하는 이미지를 형상화" 한 것이라고 밝히고 있다. 실제로 '랜더'라는 단어의 영어 의미는 '착륙선'을 의미하는 것이다. 신세계그룹은 이러한 디자인에 대해 "세상에 없던 프로야구단을 선보여, ‘새로운 승리의 역사를 개척하겠다’는 의지를 담은 것', "유럽인의 아메리카 대륙 도착, 달 착륙과 같은 역사적인 착륙 후에는 언제나 새로운 이야기가 펼쳐졌듯이 신세계그룹 역시 SSG 랜더스를 통해 대한민국 야구의 판을 바꾸고 연고지 인천광역시에 새로운 승리의 이야기를 만들어 가겠다" 라고 설명하였다.
SSG 랜더스의 제1기 심볼은 간단하게 "L's"라고만 적혀있는데, 이는 팀 이름의 로마자 표기의 머리글자를 따 온것이다. 다만 차별화를 위해 KBO 리그 최초로 '어파스트로피 S('s)를 적용하였다. KBO 리그에서 이러한 방식의 심볼을 사용한 것은 SSG 랜더스가 최초이며 메이저 리그 베이스볼에서는 오클랜드 애슬레틱스에서 사용 중에 있다.

#### 제2기 엠블럼과 심볼
SSG 랜더스의 제2기 엠블럼과 심볼은 2024년 1월 공개되었다. SSG 랜더스에 따르면 공개 8개월 전부터 디자인을 진행했으며, "랜더스만의 확고한 문화형성을 통해 리그를 선도하는 ‘프론티어’ 정신을 확립하고, 인천야구의 전통 계승을 위해 새로운 BI를 제작해 공개한다"라고 밝혔다. 이를 위해 미국 메이저리그 주요 구단의 브랜딩과 18개의 월드시리즈, 28개의 올스타전 로고를 디자인하는 등 독보적인 노하우와 전문성을 보유한 스포츠 브랜딩 전문가 토드 랜덤과 빌 프레데릭이 참여했다.
SSG 랜더스는 제2기 엠블럼과 심볼에 대하여 "고유의 레드 컬러를 이어가 팀의 과거와 미래를 하나로 연결하는 의미를 담았으며, 랜더스의 뛰어난 성과와 우승을 상징하는 ‘별’을 통해 앞으로 팬들과 함께 써 내려갈 승리의 역사를 강조"했다. 이어 새로운 ‘L’ 심볼에 대해서는 "역동적이고 진취적인 팀 이미지를 형상화했으며, 워드마크에는 팬들이 가지는 긍지와 자부심을 표현했다." 라고 밝혔다.
해당 심볼을 반영한 유니폼은 2024 시즌부터 사용되었다.

### 마스코트
SSG 랜더스의 마스코트 이름은 '랜디'이며, 카네코르소를 형상화한 것이다. SSG 랜더스에 따르면, 랜디는 "용감한 친구이자 선수들과 팬들에게 용기, 사랑, 위로를 주는 친구"라고 밝히고 있다. 또한 디자인에 대해서 “랜디는 사람들에게 용기와 사랑, 위로를 주는 가장 친근한 동물인 개를 모티브로 개발했다. 특히 용맹함과 충성심으로 가족과 친구를 강인하게 지켜내는 개, 카네코르소를 활용해 랜더스의 새로운 도전과 승리의 과정에 힘을 더해줄 상징이 될 수 있도록 디자인했다. 랜디는 충성심의 상징, 카네코르소를 닮은 야구 천재이며 랜더스의 발음과 의미를 연계한다. 멋지고 탄탄한 몸매만큼 강인한 체력과 정신력을 갖췄으며, 승리의 습관을 지녀 늘 긍정적이고 여유가 있는 호감형 캐릭터이다. 마스코트 그림체와 어울리는 밝고 강인한 모습을 보여줌과 동시에 사람 이름처럼 부르기 쉬우며 국내 구단 마스코트명들과는 차별화되는 마스코트라고 볼 수 있다. 언제나 랜더스의 도전에 함께하며, 새로운 야구 문화를 개척하려는 랜더스를 따라 인천에 상륙했다”고 밝혔다.
랜디가 첫 공개되었을 때, 팀의 초대 주장 이재원은 “강함과 귀여움의 중간인 것 같다. 귀엽기도 한 것 같고 강한 모습도 있는 것 같다. 정확한 건 좀 더 지켜보기로 하겠다” 라고, 추신수는 "어깨에 힘이 많이 들어간 거 같다. 그것만 보완하면 좋을 거 같다. 마스코트는 선수들이 돋보이게 만들겠다" 라고 첫 인상을 평가하였다.
랜디의 등번호는 559번으로, 2021년 6월 11일 키움 히어로즈와 상대한 인천SSG랜더스필드 홈경기에서 공개하였다. 559번은 팬 공모로 선정되었는데, 구단 스폰서 명칭인 SSG의 소문자와 모양이 비슷하다는 이유로 지정된 것이다.
한국국토정보공사의 마스코트와 같은 이름을 사용하지만, SSG 랜더스와 한국국토정보공사는 2021년 6월부터 같은 마스코트 이름을 계기로 각종 협력 사업을 진행했다.

실물크기의 랜디 앞모습 (2024년)
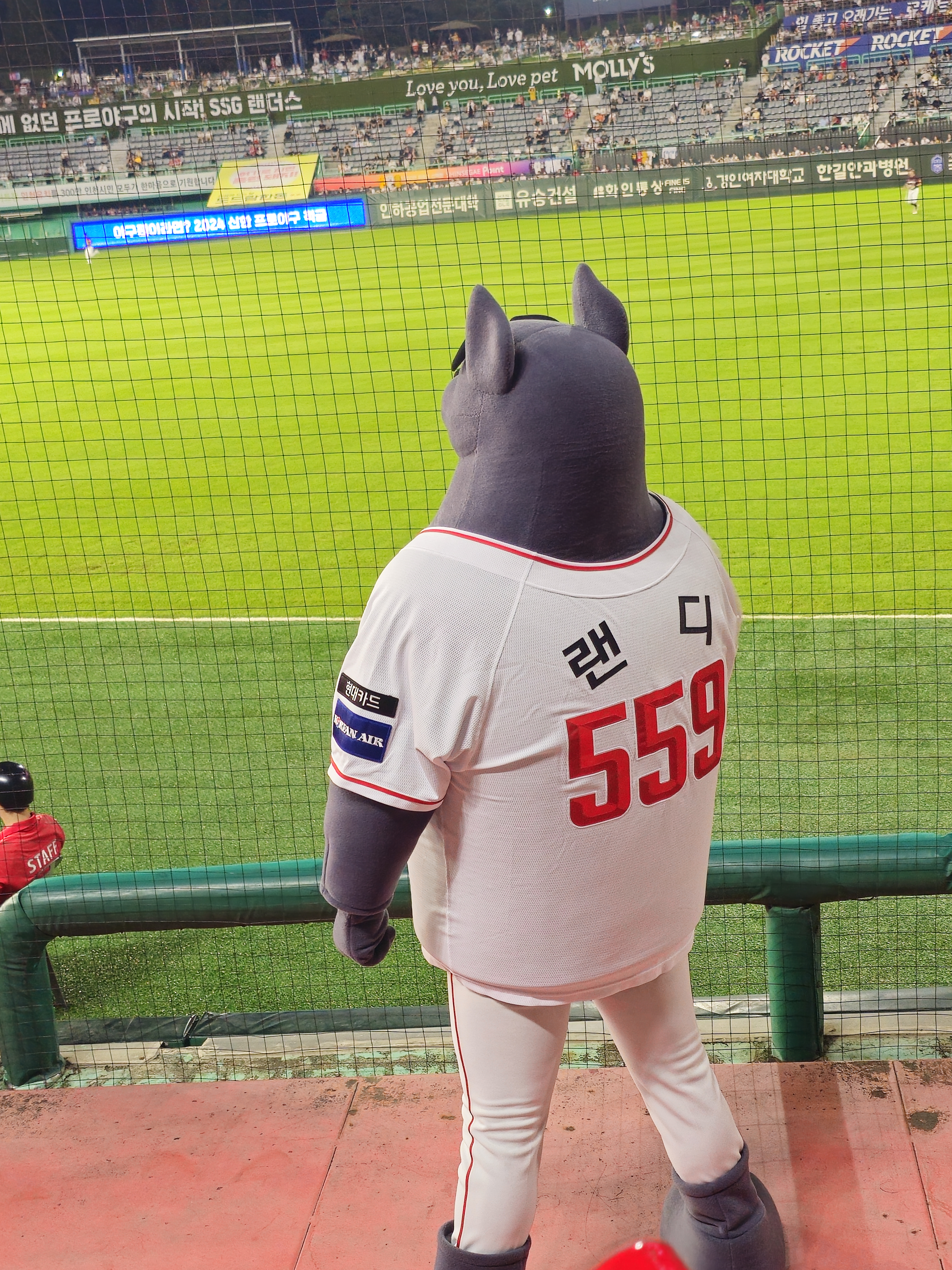
실물크기의 랜디 뒷모습 (2024년)

## 홍보

### 공식 유튜브 채널
SSG 랜더스의 공식 유튜브 채널은 일명 '쓱튜브'라고 불리고 있으며, 과거 SK 와이번스 시절 '슼튜브'에서 이름만 바꿔서 운영하고 있다. 다른 KBO 리그 구단의 공식 유튜브 채널처럼 선수 뒷이야기, 더그아웃 분위기 등을 소개하고 있다.
쓱튜브가 만들어내는 콘텐츠들에 호평이 자자하다. 콘텐츠 퀄리티도 상승해 야구 외적 콘텐츠와 훈련 모습 등 팬들이 궁금해할 이야기들을 담아 만족도도 높다. 호평 기사

### 랜더쓱 프리뷰쇼
SSG 랜더스의 인천SSG랜더스필드 홈경기 시작 1시간 전부터 네이버 스포츠로 방송하는 인터넷 방송이다.

### 공식 소셜미디어
SSG 랜더스는 공식 소셜미디어로 유튜브 채널 '쓱튜브' 이외에도 인스타그램 계정을 운영중에 있다.
인스타그램 계정에서는 구단의 주요 공지사항과 선발 출장 선수, 타순, 경기 결과를 발표하며 구단의 뒷이야기나 행사 사진등도 구단 공식 인스타그램 계정을 통해 공개된다.

### 돌아온 불타는 그라운드
경인지역 제2민영 텔레비전 방송국 OBS경인TV에서 제작한 SSG 랜더스 선수단을 다룬 스포츠 다큐멘터리로, 2021년 7월 21일부터 11월 22일까지 매주 월요일 21시 10분에 방송하였다. 방송은 정규 방송시간에 네이버, 카카오를 통해 인터넷으로도 동시 송출하였으며 방송 종료 후 SSG 랜더스 공식 유튜브 채널을 통해 일부 저작권 문제를 정리한 버전으로 다시보기를 제공하고 있다.
《불타는 그라운드》는 과거 SK 와이번스 시절인 2008년과 2009년 시즌에도 제작된 이력이 있어서, 제목 앞에 '돌아온'이라는 단어가 붙은 것이다.

## 역대 감독
SK 와이번스의 초대 감독은 강병철이다. 그리고 2003 시즌부터 조범현이 2대 감독을 맡게 되었다. 그는 4시즌을 치르며 두 차례 PS에 진출하였으나 우승을 이루지는 못했다.
2007 시즌부터는 김성근이 3대 감독을 맡게 되었다. 그는 취임하자마자 SK 와이번스 창단 이래 첫 우승을 이끌었고, 이후 두 차례 더 우승을 일궈냈다. 5시즌 동안 네 차례 PS 진출, 세 차례 우승을 거뒀다.
하지만 김성근 감독이 프런트와의 불화 끝에 불명예스러운 경질을 당하고, 그간 김성근을 보좌하던 수석 코치 겸 퓨처스 리그 감독이었던 이만수가 감독 대행부터 시작하여 4대 감독까지 맡게 되었다. 정식으로 부임한 2012 시즌에는 준우승을 이끌었다. 하지만 이후 2013 ~ 2014 두 시즌은 PS에 진출하지 못한다.
이만수 감독은 3시즌 반가량의 감독 생활을 마무리하였고 라오스로 떠나 야구를 전파하였다. 그리고 이 빈자리를 채우기 위해 5대 감독으로 김용희가 부임하였다.
2016 시즌을 6위로 마친 후 김용희 감독이 물러나고 구단 최초로 외국인 감독인 트레이 힐만이 감독으로 선임되었다. 2018 시즌 한국시리즈 우승으로 8년만의 우승을 일군 트레이 힐만 감독은 그 시즌을 끝으로 개인사정으로 미국으로 돌아갔다. 트레이 힐만 감독의 후임으로 염경엽 단장을 제7대 감독으로 선임하였다. 염경엽 감독 체제에서 2019 시즌 2위로 플레이오프에 진출하나 타격 부진과 내야수 김성현의 실책으로 포스트시즌에 탈락하였고, 2020 시즌 진행 도중 건강 악화로 박경완 수석코치에게 감독 권한을 위임하였다. 염경엽 감독은 결국 정규시즌 종료 즈음에 정식 사임하였다. 정규시즌 종료 직후 팀의 레전드 선수 출신인 김원형 당시 두산 베어스 투수코치가 정식으로 제8대 감독에 선임되었다.

## 역대 코치
| 보직                      | 이름            | 취임   | 퇴임   |
| ------------------------- | --------------- | ------ | ------ |
| 수석코치                  | 김준환          | 2000년 | 2000년 |
| 투수코치                  | 박상열          | 2000년 | 2000년 |
| 투수코치                  | 윤석환          | 2000년 | 2001년 |
| 타격코치                  | 이건열          | 2000년 | 2000년 |
| 타격코치                  | 박철우          | 2000년 | 2000년 |
| 타격코치                  | 박승호          | 2000년 | 2002년 |
| 수비코치                  | 함학수          | 2000년 | 2000년 |
| 주루코치                  | 백기성          | 2000년 | 2001년 |
| 주루코치                  | 김종윤          | 2000년 | 2002년 |
| 배터리코치                | 김성현          | 2000년 | 2000년 |
| 2군 감독                  | 김충            | 2000년 | 2000년 |
| 2군 트레이닝코치          | 김만후          | 2000년 | 2000년 |
| 잔류군 코치               | 김만후          | 2000년 | 2000년 |
| 수석코치                  | 백기성          | 2001년 | 2001년 |
| 투수코치                  | 이충순          | 2001년 | 2002년 |
| 타격코치                  | 김성래          | 2001년 | 2006년 |
| 배터리코치                | 고정식          | 2001년 | 2001년 |
| 배터리코치                | 정회열          | 2001년 | 2002년 |
| 2군 감독                  | 김종윤          | 2001년 | 2002년 |
| 2군 투수코치              | 성준            | 2001년 | 2001년 |
| 2군 투수코치              | 최계훈          | 2001년 | 2004년 |
| 2군 타격코치              | 양승관          | 2001년 | 2002년 |
| 2군 재활코치              | 성준            | 2001년 | 2001년 |
| 수석코치                  | 신언호          | 2002년 | 2002년 |
| 수석코치                  | 조창수          | 2002년 | 2002년 |
| 투수코치                  | 최계훈          | 2002년 | 2003년 |
| 투수코치                  | 성준            | 2002년 | 2006년 |
| 작전코치                  | 신언호          | 2002년 | 2002년 |
| 배터리코치                | 한문연          | 2002년 | 2002년 |
| 배터리코치                | 서효인          | 2002년 | 2005년 |
| 2군 감독                  | 조창수          | 2002년 | 2002년 |
| 2군 투수코치              | 이충순          | 2002년 | 2002년 |
| 수석코치                  | 김대진          | 2003년 | 2003년 |
| 수석코치                  | 박종훈          | 2003년 | 2006년 |
| 투수코치                  | 김봉근          | 2003년 | 2004년 |
| 수비코치                  | 김동재          | 2003년 | 2006년 |
| 작전코치                  | 이광길          | 2003년 | 2004년 |
| 주루코치                  | 이광길          | 2003년 | 2004년 |
| 2군 감독                  | 박종훈          | 2003년 | 2003년 |
| 2군 감독                  | 김대진          | 2003년 | 2004년 |
| 2군 투수코치              | 김봉근          | 2003년 | 2003년 |
| 2군 타격코치              | 이종두          | 2003년 | 2003년 |
| 2군 타격코치              | 김경기          | 2003년 | 2005년 |
| 2군 재활코치              | 김기덕          | 2003년 | 2004년 |
| 타격코치                  | 이종두          | 2004년 | 2005년 |
| 2군 주루코치              | 박계원          | 2004년 | 2005년 |
| 2군 작전코치              | 박계원          | 2004년 | 2005년 |
| 투수코치                  | 가토            | 2005년 | 2005년 |
| 투수코치                  | 김상진          | 2005년 | 2011년 |
| 타격코치                  | 강영수          | 2005년 | 2006년 |
| 수비코치                  | 양승관          | 2005년 | 2005년 |
| 수비코치                  | 권두조          | 2005년 | 2005년 |
| 작전코치                  | 최태원          | 2005년 | 2006년 |
| 주루코치                  | 최태원          | 2005년 | 2006년 |
| 배터리코치                | 박철영          | 2005년 | 2005년 |
| 2군 감독                  | 김동재          | 2005년 | 2005년 |
| 2군 감독                  | 권두조          | 2005년 | 2005년 |
| 2군 투수코치              | 가토            | 2005년 | 2005년 |
| 2군 투수코치              | 김기덕          | 2005년 | 2005년 |
| 2군 투수코치              | 성준            | 2005년 | 2006년 |
| 2군 타격코치              | 김성래          | 2005년 | 2009년 |
| 2군 외야수비코치          | 이종두          | 2005년 | 2005년 |
| 2군 주루코치              | 이종두          | 2005년 | 2005년 |
| 2군 배터리코치            | 서효인          | 2005년 | 2005년 |
| 2군 배터리코치            | 박철영          | 2005년 | 2006년 |
| 투수코치                  | 최일언          | 2006년 | 2006년 |
| 타격코치                  | 황병일          | 2006년 | 2006년 |
| 타격보조코치              | 황병일          | 2006년 | 2006년 |
| 타격보조코치              | 김기태 (1969년) | 2006년 | 2006년 |
| 배터리코치                | 장재중          | 2006년 | 2006년 |
| 재활코치                  | 양승관          | 2006년 | 2006년 |
| 2군 감독                  | 김대진          | 2006년 | 2006년 |
| 2군 투수코치              | 최일언          | 2006년 | 2010년 |
| 2군 타격코치              | 황병일          | 2006년 | 2006년 |
| 2군 수비코치              | 송태일          | 2006년 | 2006년 |
| 수석코치                  | 이만수          | 2007년 | 2010년 |
| 투수코치                  | 가토            | 2007년 | 2011년 |
| 타격코치                  | 오타            | 2007년 | 2007년 |
| 타격코치                  | 김경기          | 2007년 | 2009년 |
| 수비코치                  | 최태원          | 2007년 | 2007년 |
| 수비코치                  | 후쿠하라        | 2007년 | 2009년 |
| 작전코치                  | 이광길          | 2007년 | 2011년 |
| 주루코치                  | 이광길          | 2007년 | 2011년 |
| 배터리코치                | 박철영          | 2007년 | 2009년 |
| 트레이닝코치              | 이홍범          | 2007년 | 2010년 |
| 2군 감독                  | 계형철          | 2007년 | 2010년 |
| 2군 투수코치              | 박상열          | 2007년 | 2011년 |
| 타격코치                  | 김성래          | 2008년 | 2009년 |
| 타격코치                  | 다카오          | 2008년 | 2009년 |
| 수비코치                  | 김태균          | 2008년 | 2011년 |
| 2군 배터리코치            | 고정식          | 2008년 | 2010년 |
| 타격코치                  | 쇼다            | 2009년 | 2009년 |
| 배터리코치                | 고정식          | 2009년 | 2009년 |
| 2군 타격코치              | 쇼다            | 2009년 | 2009년 |
| 2군 타격코치              | 다카오          | 2009년 | 2009년 |
| 2군 타격코치              | 김경기          | 2009년 | 2013년 |
| 수석코치                  | 계형철          | 2010년 | 2010년 |
| 투수코치                  | 최일언          | 2010년 | 2011년 |
| 타격코치                  | 세키가와        | 2010년 | 2010년 |
| 작전코치                  | 전준호          | 2010년 | 2010년 |
| 주루코치                  | 전준호          | 2010년 | 2010년 |
| 주루코치                  | 김경기          | 2010년 | 2010년 |
| 배터리코치                | 세리자와        | 2010년 | 2011년 |
| 코디네이션코치            | 김정준          | 2010년 | 2010년 |
| 코디네이션코치            | 노석기          | 2010년 | 2011년 |
| 인스트럭터                | 세이케          | 2010년 | 2011년 |
| 2군 감독                  | 이만수          | 2010년 | 2011년 |
| 2군 타격코치              | 정경배          | 2010년 | 2010년 |
| 2군 수비코치              | 이철성          | 2010년 | 2010년 |
| 2군 작전코치              | 전준호          | 2010년 | 2010년 |
| 2군 주루코치              | 전준호          | 2010년 | 2010년 |
| 2군 주루코치              | 이철성          | 2010년 | 2010년 |
| 수석코치                  | 이철성          | 2011년 | 2011년 |
| 수석코치                  | 이홍범          | 2011년 | 2011년 |
| 투수 인스트럭터           | 양상문          | 2011년 | 2011년 |
| 타격코치                  | 김정준          | 2011년 | 2011년 |
| 타격코치                  | 다시로          | 2011년 | 2011년 |
| 타격코치                  | 김경기          | 2011년 | 2012년 |
| 수비코치                  | 최태원          | 2011년 | 2011년 |
| 수비코치                  | 이철성          | 2011년 | 2011년 |
| 수비코치                  | 정경배          | 2011년 | 2013년 |
| 주루코치                  | 이철성          | 2011년 | 2011년 |
| 주루코치                  | 정경배          | 2011년 | 2013년 |
| 배터리코치                | 한문연          | 2011년 | 2011년 |
| 불펜코치                  | 조웅천          | 2011년 | 2013년 |
| 플레잉코치                | 김원형          | 2011년 | 2011년 |
| 2군 감독                  | 김용희          | 2011년 | 2013년 |
| 2군 투수코치              | 조웅천          | 2011년 | 2011년 |
| 2군 수비코치              | 정경배          | 2011년 | 2011년 |
| 2군 주루코치              | 이광길          | 2011년 | 2011년 |
| 2군 주루코치              | 김경기          | 2011년 | 2011년 |
| 2군 배터리코치            | 한문연          | 2011년 | 2011년 |
| 2군 배터리코치            | 세리자와        | 2011년 | 2011년 |
| 2군 재활코치              | 고정식          | 2011년 | 2011년 |
| 2군 재활코치              | 계형철          | 2011년 | 2011년 |
| 2군 트레이닝코치          | 이홍범          | 2011년 | 2011년 |
| 재활군 코치               | 김태균          | 2011년 | 2011년 |
| 수석코치                  | 이광근          | 2012년 | 2013년 |
| 투수코치                  | 성준            | 2012년 | 2013년 |
| 타격코치                  | 최경환          | 2012년 | 2012년 |
| 수비코치                  | 한혁수          | 2012년 | 2012년 |
| 작전코치                  | 알바레즈        | 2012년 | 2012년 |
| 주루코치                  | 알바레즈        | 2012년 | 2012년 |
| 작전코치                  | 한혁수          | 2012년 | 2013년 |
| 주루코치                  | 한혁수          | 2012년 | 2013년 |
| 배터리코치                | 김태형          | 2012년 | 2014년 |
| 컨디셔닝코치              | 유태현          | 2012년 | 2015년 |
| 전력분석코치              | 박주언          | 2012년 | 2017년 |
| 2군 투수코치              | 김상진          | 2012년 | 2014년 |
| 2군 타격코치              | 최경환          | 2012년 | 2012년 |
| 2군 수비코치              | 한혁수          | 2012년 | 2012년 |
| 2군 작전코치              | 알바레즈        | 2012년 | 2012년 |
| 2군 주루코치              | 알바레즈        | 2012년 | 2012년 |
| 2군 배터리코치            | 박철영          | 2012년 | 2014년 |
| 2군 재활코치              | 김경태          | 2012년 | 2014년 |
| 2군 코치                  | 이형삼          | 2012년 | 2012년 |
| 루키군 책임코치           | 김대진          | 2012년 | 2016년 |
| 루키군 투수코치           | 김원형          | 2012년 | 2013년 |
| 루키군 수비코치           | 백재호          | 2012년 | 2012년 |
| 타격코치                  | 맥스 베너블     | 2013년 | 2013년 |
| 타격보조코치              | 최경환          | 2013년 | 2013년 |
| 트레이닝코치              | 김용진          | 2013년 | 2016년 |
| 2군 수비코치              | 백재호          | 2013년 | 2013년 |
| 루키군 타격코치           | 김대진          | 2013년 | 2013년 |
| 루키군 수비코치           | 손지환          | 2013년 | 2016년 |
| 루키군 컨디셔닝코치       | 이형삼          | 2013년 | 2014년 |
| 수석코치                  | 성준            | 2014년 | 2014년 |
| 투수코치                  | 조웅천          | 2014년 | 2014년 |
| 투수 인스트럭터           | 미야모토        | 2014년 | 2014년 |
| 타격코치                  | 김경기          | 2014년 | 2014년 |
| 타격보조코치              | 정경배          | 2014년 | 2015년 |
| 수비코치                  | 백재호          | 2014년 | 2014년 |
| 수비코치                  | 세이케          | 2014년 | 2014년 |
| 주루코치                  | 조원우          | 2014년 | 2015년 |
| 불펜코치                  | 김원형          | 2014년 | 2015년 |
| 2군 감독                  | 박경완          | 2014년 | 2014년 |
| 2군 타격코치              | 강혁            | 2014년 | 2015년 |
| 2군 주루코치              | 윤재국          | 2014년 | 2015년 |
| 2군 수비코치              | 박정환          | 2014년 | 2015년 |
| 루키군 투수코치           | 최창호          | 2014년 | 2014년 |
| 수석코치                  | 김경기          | 2015년 | 2015년 |
| 수석코치                  | 조원우          | 2015년 | 2015년 |
| 투수코치                  | 김상진          | 2015년 | 2015년 |
| 투수코치                  | 김원형          | 2015년 | 2016년 |
| 타격코치                  | 김무관          | 2015년 | 2015년 |
| 타격코치                  | 정경배          | 2015년 | 2018년 |
| 타격보조코치              | 강혁            | 2015년 | 2015년 |
| 수비코치                  | 알바레즈        | 2015년 | 2015년 |
| 수비코치                  | 조원우          | 2015년 | 2015년 |
| 내야수비코치              | 백재호          | 2015년 | 2015년 |
| 외야수비코치              | 백재호          | 2015년 | 2015년 |
| 작전코치                  | 알바레즈        | 2015년 | 2015년 |
| 작전코치                  | 백재호          | 2015년 | 2015년 |
| 작전코치                  | 조원우          | 2015년 | 2015년 |
| 주루코치                  | 알바레즈        | 2015년 | 2015년 |
| 주루코치                  | 백재호          | 2015년 | 2015년 |
| 배터리코치                | 하세베          | 2015년 | 2015년 |
| 불펜코치                  | 김경태          | 2015년 | 2015년 |
| 재활코치                  | 김상진          | 2015년 | 2015년 |
| 컨디셔닝코치              | 허재혁          | 2015년 | 2016년 |
| 컨디셔닝코치              | 박창민          | 2015년 | 2019년 |
| 컨디셔닝코치              | 이형삼          | 2015년 | 2020년 |
| 2군 감독                  | 세이케          | 2015년 | 2015년 |
| 2군 투수코치              | 조웅천          | 2015년 | 2015년 |
| 2군 타격코치              | 김무관          | 2015년 | 2016년 |
| 2군 불펜코치              | 제춘모          | 2015년 | 2019년 |
| 2군 배터리코치            | 허일상          | 2015년 | 2015년 |
| 2군 컨디셔닝코치          | 최현석          | 2015년 | 2019년 |
| 루키군 투수코치           | 김경태          | 2015년 | 2016년 |
| 루키군 타격코치           | 김경기          | 2015년 | 2015년 |
| 루키군 재활코치           | 최창호          | 2015년 | 2016년 |
| 루키군 컨디셔닝코치       | 고윤형          | 2015년 | 2019년 |
| 루키군 컨디셔닝코치       | 김상용          | 2015년 | 2019년 |
| 수석코치                  | 김성갑          | 2016년 | 2018년 |
| 수비코치                  | 후쿠하라        | 2016년 | 2016년 |
| 수비코치                  | 박진만          | 2016년 | 2016년 |
| 주루코치                  | 김인호          | 2016년 | 2016년 |
| 작전코치                  | 김인호          | 2016년 | 2016년 |
| 배터리코치                | 박경완          | 2016년 | 2018년 |
| 불펜코치                  | 조웅천          | 2016년 | 2016년 |
| 타격보조코치              | 손지환          | 2016년 | 2016년 |
| 2군 감독                  | 김경기          | 2016년 | 2016년 |
| 2군 투수코치              | 김상진          | 2016년 | 2016년 |
| 2군 타격코치              | 이동수          | 2016년 | 2017년 |
| 2군 수비코치              | 백재호          | 2016년 | 2016년 |
| 2군 작전코치              | 이종호          | 2016년 | 2016년 |
| 2군 주루코치              | 이종호          | 2016년 | 2016년 |
| 2군 배터리코치            | 장광호          | 2016년 | 2016년 |
| 2군 컨디셔닝코치          | 유태현          | 2016년 | 2016년 |
| 투수코치                  | 데이브 존       | 2017년 | 2017년 |
| 투수코치                  | 최상덕          | 2017년 | 2017년 |
| 수비코치                  | 박계원          | 2017년 | 2018년 |
| 외야수비코치              | 김인호          | 2017년 | 2017년 |
| 작전코치                  | 정수성          | 2017년 | 2020년 |
| QC코치                    | 예이츠          | 2017년 | 2018년 |
| 컨디셔닝코치              | 조문성          | 2017년 | 2019년 |
| 2군 감독                  | 김무관          | 2017년 | 2018년 |
| 2군 투수코치              | 김경태          | 2017년 | 2020년 |
| 2군 수비코치              | 서한규          | 2017년 | 2017년 |
| 2군 작전코치              | 백재호          | 2017년 | 2017년 |
| 2군 주루코치              | 백재호          | 2017년 | 2017년 |
| 2군 배터리코치            | 허웅            | 2017년 | 2017년 |
| 2군 컨디셔닝코치          | 김기태 (1990년) | 2017년 | 2019년 |
| 루키군 책임코치           | 최창호          | 2017년 | 2019년 |
| 루키군 투수코치           | 최창호          | 2017년 | 2019년 |
| 루키군 야수총괄코치       | 김석연          | 2017년 | 2017년 |
| 루키군 야수코치           | 손지환          | 2017년 | 2017년 |
| 루키군 재활코치           | 이승호 (1976년) | 2017년 | 2018년 |
| 투수코치                  | 손혁            | 2018년 | 2019년 |
| 수비코치                  | 손지환          | 2018년 | 2019년 |
| 주루코치                  | 박재상          | 2018년 | 2019년 |
| 불펜코치                  | 최상덕          | 2018년 | 2019년 |
| 2군 수석코치              | 김석연          | 2018년 | 2019년 |
| 2군 타격코치              | 백재호          | 2018년 | 2019년 |
| 2군 수비코치              | 손지환          | 2018년 | 2018년 |
| 2군 주루코치              | 김석연          | 2018년 | 2018년 |
| 2군 작전코치              | 김석연          | 2018년 | 2018년 |
| 2군 배터리코치            | 김필중          | 2018년 | 2020년 |
| 루키군 책임코치           | 이종운          | 2018년 | 2018년 |
| 루키군 야수코치           | 서한규          | 2018년 | 2018년 |
| 루키군 수비코치           | 박계원          | 2018년 | 2018년 |
| 루키군 작전코치           | 박계원          | 2018년 | 2018년 |
| 수석코치                  | 박경완          | 2019년 | 2020년 |
| 타격코치                  | 김무관          | 2019년 | 2019년 |
| 타격코치                  | 박경완          | 2019년 | 2019년 |
| 타격보조코치              | 백재호          | 2019년 | 2019년 |
| 타격보조코치              | 박재상          | 2019년 | 2020년 |
| 외야수비코치              | 조동화          | 2019년 | 2020년 |
| 주루코치                  | 조동화          | 2019년 | 2020년 |
| 배터리코치                | 장재중          | 2019년 | 2019년 |
| 2군 감독                  | 이종운          | 2019년 | 2020년 |
| 2군 타격코치              | 김석연          | 2019년 | 2019년 |
| 2군 수비코치              | 김일경          | 2019년 | 2019년 |
| 2군 주루코치              | 조동화          | 2019년 | 2019년 |
| 2군 주루코치              | 서한규          | 2019년 | 2020년 |
| 2군 작전코치              | 조동화          | 2019년 | 2019년 |
| 2군 작전코치              | 서한규          | 2019년 | 2020년 |
| 루키군 야수총괄코치       | 김무관          | 2019년 | 2019년 |
| 루키군 타격코치           | 서한규          | 2019년 | 2019년 |
| 루키군 수비코치           | 이대수          | 2019년 | 2020년 |
| 루키군 주루코치           | 이대수          | 2019년 | 2020년 |
| 루키군 재활코치           | 전병두          | 2019년 | 2020년 |
| 투수코치                  | 최상덕          | 2020년 | 2020년 |
| 투수코치                  | 제춘모          | 2020년 | 2020년 |
| 투수코치                  | 최창호          | 2020년 | 2020년 |
| 타격코치                  | 이진영          | 2020년 | 2020년 |
| 수비코치                  | 김일경          | 2020년 | 2020년 |
| 주루코치                  | 서한규          | 2020년 | 2020년 |
| 작전코치                  | 서한규          | 2020년 | 2020년 |
| 배터리코치                | 최경철          | 2020년 | 2020년 |
| 트레이닝코치              | 이지풍          | 2020년 | 2020년 |
| 트레이닝코치              | 최현석          | 2020년 | 2020년 |
| 트레이닝코치              | 김기태 (1990년) | 2020년 | 2020년 |
| 멘탈코치                  | 김주윤          | 2020년 | 2020년 |
| 2군 타격코치              | 박정권          | 2020년 | 2020년 |
| 2군 수비코치              | 손지환          | 2020년 | 2020년 |
| 2군 주루코치              | 정수성          | 2020년 | 2020년 |
| 2군 컨디셔닝코치          | 고윤형          | 2020년 | 2020년 |
| 2군 컨디셔닝코치          | 김상용          | 2020년 | 2020년 |
| 2군 컨디셔닝코치          | 유재준          | ?      | 2020년 |
| PDA 투수코치              | 최상덕          | 2020년 | 2020년 |
| PDA 투수코치              | 최창호          | 2020년 | 2020년 |
| PDA 타격코치              | 백재호          | 2020년 | 2020년 |
| PDA 수비코치              | 홍세완          | 2020년 | 2020년 |
| PDA 컨디셔닝코치          | 박창민          | 2020년 | 2020년 |
| 루키군 총괄코치           | 김석연          | 2020년 | 2020년 |
| 루키군 투수코치           | 이승호 (1981년) | 2020년 | 2020년 |
| 루키군 타격코치           | 김석연          | 2020년 | 2020년 |
| 루키군 컨디셔닝코치       | 조문성          | 2020년 | 2020년 |
| 수석코치                  | 김민재          | 2021년 | 2022년 |
| 투수코치                  | 조웅천          | 2021년 | 2023년 |
| 타격코치                  | 이진영          | 2021년 | 2023년 |
| 타격보조코치              | 홍세완          | 2021년 | 2021년 |
| 타격 코디네이터           | 플레처          | 2021년 | 2021년 |
| 수비코치                  | 김민재          | 2021년 | 2021년 |
| 수비 코디네이터           | 플레처          | 2021년 | 2021년 |
| 수비코치                  | 손지환          | 2021년 | 2023년 |
| 외야수비코치              | 조동화          | 2021년 | 2023년 |
| 작전코치                  | 전형도          | 2021년 | 2022년 |
| 3루 주루코치              | 전형도          | 2021년 | 2022년 |
| 1루 주루코치              | 조동화          | 2021년 | 2023년 |
| 배터리코치                | 세리자와        | 2021년 | 2021년 |
| 배터리코치                | 최경철          | 2021년 | 2022년 |
| 불펜코치                  | 제춘모          | 2021년 | 2021년 |
| 불펜코치                  | 이대진          | 2021년 | 2022년 |
| 벤치코치                  | 조원우          | 2021년 | 2022년 |
| 외국인 투수 전담코치      | 나이트          | 2021년 | 2021년 |
| 수석 컨디셔닝코치         | 박창민          | 2021년 | 2023년 |
| 컨디셔닝코치              | 이형삼          | 2021년 | 2021년 |
| 컨디셔닝코치              | 고윤형          | 2021년 | 현재   |
| 컨디셔닝코치              | 길강남          | 2021년 | 현재   |
| 2군 감독                  | 조원우          | 2021년 | 2021년 |
| 2군 총괄코치              | 김석연          | 2021년 | 2021년 |
| 2군 투수코치              | 최창호          | 2021년 | 2021년 |
| 2군 투수코치              | 제춘모          | 2021년 | 2021년 |
| 2군 투수 코디네이터       | 나이트          | 2021년 | 2022년 |
| 2군 타격코치              | 박정권          | 2021년 | 2023년 |
| 2군 타격 코디네이터       | 곤잘레스        | 2021년 | 2021년 |
| 2군 타격 코디네이터       | 플레처          | 2021년 | 2021년 |
| 2군 작전코치              | 백재호          | 2021년 | 2021년 |
| 2군 주루코치              | 백재호          | 2021년 | 2021년 |
| 2군 수비코치              | 김일경          | 2021년 | 2021년 |
| 2군 수비 코디네이터       | 플레처          | 2021년 | 2021년 |
| 2군 배터리코치            | 최경철          | 2021년 | 2021년 |
| 2군 배터리코치            | 세리자와        | 2021년 | 2022년 |
| 2군 컨디셔닝코치          | 김상용          | 2021년 | 현재   |
| 2군 컨디셔닝코치          | 류재준          | 2021년 | 2023년 |
| 2군 멘탈코치              | 김주윤          | 2021년 | 2022년 |
| 루키팀 책임코치           | 김석연          | 2021년 | 2021년 |
| 루키팀 투수코치           | 전병두          | 2021년 | 2021년 |
| 루키팀 타격코치           | 김석연          | 2021년 | 2021년 |
| 루키팀 주루코치           | 이대수          | 2021년 | 2021년 |
| 루키팀 수비코치           | 이대수          | 2021년 | 2021년 |
| 루키팀 컨디셔닝코치       | 최현석          | 2021년 | 2021년 |
| 루키팀 컨디셔닝코치       | 김기태          | 2021년 | 현재   |
| 루키팀 재활코치           | 김석연          | 2021년 | 2021년 |
| 루키팀 재활코치           | 이승호          | 2021년 | 2021년 |
| 타격코치                  | 정경배          | 2022년 | 2023년 |
| 배터리코치                | 정상호          | 2022년 | 2023년 |
| 트레이닝코치              | 곽현희          | 2022년 | 현재   |
| 2군 총괄코치              | 플레처          | 2022년 | 2022년 |
| 2군 투수코치              | 이승호          | 2022년 | 2022년 |
| 2군 투수코치              | 채병용          | 2022년 | 2023년 |
| 2군 타격코치              | 메이            | 2022년 | 2022년 |
| 2군 작전코치              | 이대수          | 2022년 | 2022년 |
| 2군 작전코치              | 임재현          | 2022년 | 2022년 |
| 2군 주루코치              | 이대수          | 2022년 | 2022년 |
| 2군 주루코치              | 플레처          | 2022년 | 2022년 |
| 2군 주루코치              | 임재현          | 2022년 | 2024년 |
| 2군 수비코치              | 플레처          | 2022년 | 2022년 |
| 2군 수비코치              | 임재현          | 2022년 | 2022년 |
| 2군 수비코치              | 이대수          | 2022년 | 2024년 |
| 2군 컨디셔닝코치          | 최현석          | 2022년 | 2022년 |
| 2군 컨디셔닝코치          | 송재환          | 2022년 | 2024년 |
| 2군 컨디셔닝코치          | 이형삼          | 2022년 | 현재   |
| 2군 재활코치              | 최경철          | 2022년 | 2022년 |
| 2군 재활코치              | 정상호          | 2022년 | 2022년 |
| 수석코치                  | 조원우          | 2023년 | 2024년 |
| 투수코치                  | 이승호          | 2023년 | 2023년 |
| 타격보조코치              | 박정권          | 2023년 | 2023년 |
| 타격보조코치              | 오준혁          | 2023년 | 현재   |
| 작전코치                  | 김민재          | 2023년 | 2023년 |
| 배터리코치                | 정진식          | 2023년 | 2023년 |
| 불펜코치                  | 채병용          | 2023년 | 2023년 |
| 불펜코치                  | 이승호          | 2023년 | 현재   |
| 벤치코치                  | 김민재          | 2023년 | 2023년 |
| QC코치                    | 정경배          | 2023년 | 2023년 |
| 2군 총괄코치              | 이대수          | 2023년 | 2023년 |
| 2군 투수코치              | 조웅천          | 2023년 | 2023년 |
| 2군 투수코치              | 박주언          | 2023년 | 2023년 |
| 2군 타격코치              | 이진영          | 2023년 | 2023년 |
| 2군 타격보조코치          | 오준혁          | 2023년 | 2023년 |
| 2군 배터리코치            | 정상호          | 2023년 | 2023년 |
| 2군 배터리코치            | 정진식          | 2023년 | 2023년 |
| 2군 재활코치              | 이윤재          | 2023년 | 2023년 |
| 2군 컨디셔닝코치          | 윤인득          | 2023년 | 2024년 |
| 잔류군 책임코치           | 윤재국          | 2023년 | 2023년 |
| 잔류군 투수코치           | 김동호          | 2023년 | 2023년 |
| 잔류군 야수코치           | 윤재국          | 2023년 | 2023년 |
| 수석코치                  | 송신영          | 2024년 | 현재   |
| 투수코치                  | 송신영          | 2024년 | 2024년 |
| 투수코치                  | 배영수          | 2024년 | 2024년 |
| 타격코치                  | 강병식          | 2024년 | 현재   |
| 타격보조코치              | 김종훈          | 2024년 | 2024년 |
| 작전코치                  | 임재현          | 2024년 | 2024년 |
| 작전코치                  | 윤재국          | 2024년 | 현재   |
| 작전코치                  | 조동화          | 2024년 | 현재   |
| 주루코치                  | 임재현          | 2024년 | 2024년 |
| 주루코치                  | 윤재국          | 2024년 | 현재   |
| 3루 주루코치              | 조동화          | 2024년 | 현재   |
| 수비코치                  | 이대수          | 2024년 | 2024년 |
| 수비코치                  | 와타나베        | 2024년 | 2024년 |
| 배터리코치                | 스즈키          | 2024년 | 2024년 |
| 벤치코치                  | 조원우          | 2024년 | 2024년 |
| 수석스트렝스코치          | 홍순범          | 2024년 | 현재   |
| 스트렝스코치              | 헤인즈          | 2024년 | 2024년 |
| 스트렝스코치              | 유재민          | 2024년 | 현재   |
| 2군 감독                  | 류택현          | 2024년 | 2024년 |
| 2군 총괄코치              | 류택현          | 2024년 | 2024년 |
| 2군 투수코치              | 배영수          | 2024년 | 2024년 |
| 2군 투수코치              | 류택현          | 2024년 | 현재   |
| 2군 타격코치              | 오준혁          | 2024년 | 2024년 |
| 2군 타격코치              | 김종훈          | 2024년 | 2024년 |
| 2군 작전코치              | 임재현          | 2024년 | 2024년 |
| 2군 작전코치              | 윤재국          | 2024년 | 2024년 |
| 2군 주루코치              | 윤재국          | 2024년 | 2024년 |
| 2군 수비코치              | 와타나베        | 2024년 | 현재   |
| 2군 배터리코치            | 윤요섭          | 2024년 | 2024년 |
| 2군 불펜코치              | 김이슬          | 2024년 | 2024년 |
| 2군 스트렝스코치          | 구본학          | 2024년 | 2024년 |
| 2군 스트렝스코치          | 신동훈          | 2024년 | 2024년 |
| 2군 바이오메카닉스코치    | 김동호          | 2024년 | 2024년 |
| 2군 드라이브라인 전담코치 | 김동호          | 2024년 | 2024년 |
| 잔류군 총괄코치           | 정진식          | 2024년 | 현재   |
| 잔류군 투수코치           | 양지훈          | 2024년 | 2024년 |
| 잔류군 야수코치           | 이윤재          | 2024년 | 현재   |
| 투수코치                  | 경헌호          | 2025년 | 현재   |
| 수비코치                  | 류택현          | 2025년 | 현재   |
| 배터리코치                | 세리자와        | 2025년 | 현재   |
| 스트렝스코치              | 신동훈          | 2025년 | 현재   |
| 컨디셔닝코치              | 임재호          | 2025년 | 현재   |
| 컨디셔닝코치              | 임석훈          | 2025년 | 현재   |
| 2군 감독                  | 박정권          | 2025년 | 현재   |
| 2군 타격코치              | 이명기          | 2025년 | 현재   |
| 2군 작전코치              | 나경민          | 2025년 | 현재   |
| 2군 주루코치              | 나경민          | 2025년 | 현재   |
| 2군 배터리코치            | 스즈키          | 2025년 | 현재   |
| 2군 불펜코치              | 이영욱          | 2025년 | 현재   |
| 잔류군 투수코치           | 배영수          | 2025년 | 현재   |
| 잔류군 재활코치           | 윤요섭          | 2025년 | 현재   |

## 역대 프런트
| 보직                       | 이름            | 취임   | 퇴임   |
| -------------------------- | --------------- | ------ | ------ |
| 구단주                     | 손길승          | 2000년 | 2013년 |
| 구단주 대행                | 조정남          | 2000년 | 2007년 |
| 대표이사                   | 안용태          | 2000년 | 2002년 |
| 단장                       | 명영철          | 2000년 | 2002년 |
| 스카우트                   | 진상봉          | 2000년 | 2007년 |
| 프런트                     | 류선규          | 2001년 | 2019년 |
| 운영팀장                   | 민경삼          | 2002년 | 2007년 |
| 운영팀 매니저              | 손차훈          | 2002년 | 2013년 |
| 대표이사                   | 정태수          | 2003년 | 2004년 |
| 단장                       | 최종준          | 2003년 | 2005년 |
| 스카우트                   | 송태일          | 2003년 | 2005년 |
| 전력분석원                 | 김정준          | 2003년 | 2009년 |
| 전력분석원                 | 노석기          | 2003년 | 2009년 |
| 스카우트                   | 허정욱          | 2004년 | 2021년 |
| 대표이사                   | 신영철          | 2005년 | 2013년 |
| 육성부장                   | 김대진          | 2005년 | 2005년 |
| 단장                       | 명영철          | 2006년 | 2007년 |
| 운영본부장                 | 민경삼          | 2007년 | 2009년 |
| 매니저                     | 송태일          | 2007년 | 2010년 |
| 구단주 대행                | 김신배          | 2008년 | 2008년 |
| 운영팀장                   | 진상봉          | 2008년 | 2014년 |
| 원정기록원                 | 금광옥          | 2008년 | 2008년 |
| 구단주 대행                | 정만원          | 2009년 | 2013년 |
| 스카우트                   | 손차훈          | 2009년 | 2009년 |
| 통역                       | 남현            | 2009년 | 2011년 |
| 단장                       | 민경삼          | 2010년 | 2016년 |
| 스카우트                   | 박철영          | 2010년 | 2011년 |
| SK 와이번스 야구교실 코치  | 손지환          | 2011년 | 2012년 |
| 스카우트                   | 송태일          | 2011년 | 2015년 |
| 전력분석원                 | 박정환          | 2012년 | 2013년 |
| 대표이사                   | 임원일          | 2013년 | 2015년 |
| 구단주                     | 최창원          | 2014년 | 2021년 |
| 운영팀장                   | 손차훈          | 2014년 | 2018년 |
| 육성총괄                   | 김용희          | 2014년 | 2014년 |
| 스카우트팀장               | 김용희          | 2014년 | 2014년 |
| 외국인 스카우트            | 나이트          | 2014년 | 2014년 |
| 불펜포수                   | 권누리          | 2014년 | 2020년 |
| 육성총괄                   | 박경완          | 2015년 | 2015년 |
| 전력분석원                 | 박경완          | 2015년 | 2015년 |
| 육성팀장                   | 진상봉          | 2015년 | 2016년 |
| 스카우트팀장               | 조영민          | 2015년 | 2018년 |
| 스카우트                   | 이승호 (1976년) | 2015년 | 2016년 |
| 대표이사                   | 류준열          | 2016년 | 2020년 |
| 스카우트팀장               | 송태일          | 2016년 | 2016년 |
| 단장                       | 염경엽          | 2017년 | 2018년 |
| 스카우트 그룹장            | 진상봉          | 2017년 | 2018년 |
| 육성그룹장                 | 송태일          | 2017년 | 2020년 |
| 스카우트                   | 현철민          | 2017년 | 2021년 |
| 전력분석원                 | 전병두          | 2017년 | 2018년 |
| 전력분석원                 | 최경철          | 2018년 | 2019년 |
| 단장                       | 손차훈          | 2019년 | 2020년 |
| 운영팀장                   | 진상봉          | 2019년 | 2020년 |
| 스카우트 그룹장            | 조영민          | 2019년 | 2020년 |
| 스카우트                   | 남윤성          | 2019년 | 2020년 |
| 대표이사                   | 민경삼          | 2020년 | 2020년 |
| 단장                       | 류선규          | 2020년 | 2021년 |
| 운영그룹장                 | 류선규          | 2020년 | 2020년 |
| 데이터분석그룹장           | 류선규          | 2020년 | 2020년 |
| 스카우트                   | 정진식          | 2020년 | 2020년 |
| 외국인 스카우트            | 진상봉          | 2020년 | 2020년 |
| 구단주                     | 정용진          | 2021년 | 현재   |
| 대표이사                   | 민경삼          | 2021년 | 2024년 |
| 단장                       | 류선규          | 2021년 | 2022년 |
| 데이터분석실장             | 김정준          | 2021년 | 2021년 |
| 외국인 투수 어드바이저     | 나이트          | 2021년 | 2021년 |
| 운영팀장                   | 조영민          | 2021년 | 2021년 |
| 육성팀장                   | 송태일          | 2021년 | 2023년 |
| 원정 전력분석원            | 채병용          | 2021년 | 2021년 |
| 외국인 스카우트            | 진상봉          | 2021년 | 2021년 |
| 국제스카우트 프로젝트 리더 | 진상봉          | 2021년 | 2021년 |
| 데이터분석실 매니저        | 한승진          | 2021년 | 2021년 |
| 스카우트                   | 정진식          | 2021년 | 2022년 |
| 스카우트                   | 송태일          | 2021년 | 2023년 |
| 스카우트                   | 남윤성          | 2021년 | 현재   |
| 아마추어 스카우트          | 진상봉          | 2021년 | 2023년 |
| 원정 전력분석원            | 김대진          | 2021년 | 현재   |
| 불펜포수                   | 권누리          | 2021년 | 2024년 |
| R&D센터장                  | 김성용          | 2022년 | 2023년 |
| 데이터센터장               | 김정준          | 2022년 | 2022년 |
| 데이터파트장               | 한승진          | 2022년 | 2022년 |
| 육성팀장                   | 조영민          | 2022년 | 2022년 |
| 원정 전력분석원            | 전병두          | 2022년 | 2022년 |
| 스카우트                   | 박진우          | 2022년 | 2023년 |
| 단장                       | 김성용          | 2023년 | 2023년 |
| 단장                       | 김재현 (1975년) | 2023년 | 현재   |
| 경영지원팀장               | 백정훈          | ?      | 2023년 |
| 운영지원파트장             | 신민철          | ?      | 2023년 |
| 재무파트장                 | 전병일          | ?      | 2023년 |
| R&D센터장                  | 신민철          | 2023년 | 현재   |
| 운영팀장                   | 조영민          | 2023년 | 2023년 |
| 사업운영팀장               | 백정훈          | 2023년 | 현재   |
| 경영지원팀장               | 전병일          | 2023년 | 현재   |
| 데이터센터장               | 한승진          | 2023년 | 현재   |
| 스카우트                   | 김재현 (1991년) | 2023년 | 현재   |
| 운영팀장                   | 송태일          | 2024년 | 현재   |
| 스카우트팀장               | 조영민          | 2024년 | 현재   |
| 국제스카우트 프로젝트 리더 | 진상봉          | 2024년 | 현재   |
| 전력분석원                 | 이영욱          | 2024년 | 2024년 |
| 2군 매니저                 | 박진우          | 2024년 | 2024년 |
| 대표이사                   | 김재섭          | 2025년 | 현재   |
| 구단주 보좌역              | 추신수          | 2025년 | 현재   |
| 육성총괄                   | 추신수          | 2025년 | 현재   |
| 스카우트팀장               | 김성용          | 2025년 | 현재   |
| 매니저                     | 박진우          | 2025년 | 현재   |
| 전력분석원                 | 권누리          | 2025년 | 현재   |

## 연도별 선수 명단
- 선발투수

김광현, 켈리, 박종훈, 문승원, 윤희상, 앙헬 산체스, 세든, 레이번, 에르난데스, 글로버, 카도쿠라, 밴와트, 다이아몬드, 레이예스, 울프, 김기덕, 소사, 김상진, 마리오, 크루즈, 다익손, 로마노, 제춘모, 스미스, 이건욱, 고든, 정수민, 핀토, 세라노, 부시, 로페즈, 조진호, 매그레인, 김성훈, 이케빈, 레이, 라라, 헤수스 산체스, 킹험, 쿠비얀, 매기
- 구원투수

채병용, 정대현, 이승호(1981년), 정우람, 송은범, 조웅천, 김원형, 박희수, 윤길현, 전병두, 엄정욱, 이영욱, 오상민, 김태훈, 서진용, 박정배, 신승현, 조규제, 전유수, 위재영, 신재웅, 박민호, 김건한, 고효준, 조영민, 이재영, 백청훈, 이승호(1976년), 김경태, 김주한, 박상근, 정영일, 러핀, 가득염, 조이현, 이태양, 전준호, 차바치, 여건욱, 임정우, 조형식, 이한진, 김준, 강지광, 박주언, 최상덕, 임준혁, 허준혁, 김사윤, 박정현, 박진석, 백승건, 남윤성, 권덕준, 콜, 이상백, 이승진, 최원재, 진해수, 김종민, 윤석주, 박권수, 김정수, 김성민(1994년), 임치영, 이상훈(1985년), 니코스키, 지훈, 김장준, 신정익, 배홍철, 김승회, 존슨, 김태석, 신윤호, 유현승, 이경수, 오원석, 양선률, 김영수, 가내영, 윤강민, 최혁길, 최민준, 김선규, 김찬호, 김태한, 정수찬, 강병규, 박현준, 김세현, 최영필, 김대유, 권명철, 임경완, 김택형, 강희석, 문광은, 이용훈
- 마무리투수

하재훈, 카브레라, 얀, 임성헌, 오성민, 김태환, 이상훈(1971년), 허건엽, 이정담, 조한욱, 장찬, 정동윤, 서동민, 홍성수, 봉민호, 김정우, 정병희, 박창근, 이창욱, 조성훈, 김주온, 오승준, 성영재, 정재원, 이원준
- 포수

박경완, 이재원, 정상호, 조인성, 김동수, 양용모, 김민식, 이성우, 김정남, 허웅, 김정훈, 허일상, 현원회, 김충민, 정원배, 장재중, 이홍구, 장광호, 이흥련, 최경철, 허도환, 이현석, 강성우
- 1루수

이호준, 박정권, 로맥, 추성건, 피커링, 김경기, 박정환, 최승준, 김성래, 조성우, 권영진, 박윤, 안경현, 강혁, 모창민
- 2루수

정근우, 정경배, 최태원, 최항, 강승호, 최정민, 박두일, 박준서, 하지호, 안상현, 정규창, 채종국, 박계현, 김창평, 유서준, 최준우, 홍명찬, 송재익
- 유격수

브리또, 김성현, 나주환, 박진만, 김민재, 최윤석, 이대수, 고메즈, 권용관, 조성모, 박상현, 김성민(2001년), 신주일, 김호, 최경모, 신현철, 박승욱, 박성한, 정현, 김연훈
- 3루수

최정, 페르난데스, 디아즈, 안재만, 시오타니, 김태균, 이민호, 손차훈, 최정용, 김상호, 박인성, 박철우, 윤현식, 박계원, 뮬렌, 손지환, 장재명, 윤형국, 안정광, 김선섭, 김동건, 윤석민, 김형철
- 좌익수

박재상, 안치용, 이명기, 조경환, 윤재국, 잉글린, 김재현(1987년), 김동엽, 오태곤, 혼즈, 최익성, 임재현, 김기현, 윤정우, 양승학, 오준혁, 박진원, 채현우, 배영섭, 오현근, 김민준, 장용대, 김경호, 심성보, 김상현
- 중견수

김강민, 조원우, 노수광, 에레라, 풀리엄, 조용호, 송수근, 김종헌
- 우익수

이진영, 박재홍, 한유섬, 채종범, 임훈, 조동화, 브라운, 최지훈, 조재호, 김용우, 최민재, 박재용, 유재웅, 윤중환, 이진석, 정진기
- 지명타자

김재현(1975년), 김기태, 정의윤, 고종욱, 이동수, 윤요섭, 채태인, 스캇, 양현석, 최동수, 화이트, 이윤재, 조병찬, 김성민(1993년), 임석진, 김원, 김용섭, 이거연, 김정후, 워스, 김재구, 류효승, 박연수, 김도현, 조중근, 남태혁

## 우승 시즌 주전 라인업
| 연도 | 선발투수 | 구원투수 | 마무리투수 | 포수   | 1루수  | 2루수  | 유격수 | 3루수 | 좌익수 | 중견수 | 우익수 | 지명타자 |
| ---- | -------- | -------- | ---------- | ------ | ------ | ------ | ------ | ----- | ------ | ------ | ------ | -------- |
| 2007 | 레이번   | 조웅천   | 정대현     | 박경완 | 이호준 | 정경배 | 정근우 | 최정  | 박재상 | 김강민 | 박재홍 | 김재현   |
| 2008 | 김광현   | 정우람   | 정대현     | 박경완 | 이진영 | 정근우 | 나주환 | 최정  | 박재상 | 김강민 | 박재홍 | 김재현   |
| 2010 | 김광현   | 정우람   | 이승호     | 박경완 | 박정권 | 정근우 | 나주환 | 최정  | 박재상 | 김강민 | 조동화 | 김재현   |
| 2018 | 박종훈   | 김태훈   | 신재웅     | 이재원 | 로맥   | 김성현 | 나주환 | 최정  | 노수광 | 김강민 | 한유섬 | 김동엽   |
| 2022 | 폰트     | 노경은   | 서진용     | 이재원 | 크론   | 김성현 | 박성한 | 최정  | 오태곤 | 최지훈 | 한유섬 | 추신수   |

## 포스트시즌 진출 시즌 주전 라인업
| 연도       | 선발투수 | 구원투수 | 마무리투수 | 포수   | 1루수  | 2루수  | 유격수 | 3루수  | 좌익수   | 중견수 | 우익수 | 지명타자 |
| ---------- | -------- | -------- | ---------- | ------ | ------ | ------ | ------ | ------ | -------- | ------ | ------ | -------- |
| 2003 (2위) | 스미스   | 정대현   | 조웅천     | 박경완 | 강혁   | 정경배 | 김민재 | 디아즈 | 조경환   | 조원우 | 이진영 | 이호준   |
| 2005 (3위) | 김원형   | 위재영   | 조웅천     | 박경완 | 이호준 | 정경배 | 김민재 | 김태균 | 조동화   | 박재홍 | 이진영 | 김재현   |
| 2009 (2위) | 송은범   | 정대현   | 전병두     | 정상호 | 박정권 | 정근우 | 나주환 | 최정   | 박재상   | 김강민 | 박재홍 | 김재현   |
| 2011 (2위) | 글로버   | 정우람   | 정대현     | 정상호 | 박정권 | 정근우 | 박진만 | 최정   | 박재상   | 김강민 | 임훈   | 이호준   |
| 2012 (2위) | 윤희상   | 박희수   | 정우람     | 조인성 | 박정권 | 정근우 | 최윤석 | 최정   | 박재상   | 김강민 | 임훈   | 이호준   |
| 2015 (5위) | 김광현   | 윤길현   | 정우람     | 정상호 | 박정권 | 나주환 | 김성현 | 최정   | 이명기   | 김강민 | 브라운 | 이재원   |
| 2017 (5위) | 켈리     | 김주한   | 박정배     | 이재원 | 박정권 | 김성현 | 나주환 | 최정   | 김동엽   | 노수광 | 한유섬 | 정의윤   |
| 2019 (3위) | 김광현   | 서진용   | 하재훈     | 이재원 | 로맥   | 나주환 | 김성현 | 최정   | 고종욱   | 김강민 | 한유섬 | 정의윤   |
| 2023 (3위) | 김광현   | 노경은   | 서진용     | 김민식 | 오태곤 | 최주환 | 박성한 | 최정   | 에레디아 | 최지훈 | 한유섬 | 추신수   |

## 역대 선발진

### 1군
| 연도 | 1선발      | 2선발       | 3선발      | 4선발  | 5선발         |
| ---- | ---------- | ----------- | ---------- | ------ | ------------- |
| 2000 | 김기덕     | 콜          | 김원형     | 유현승 | 강희석        |
| 2001 | 에르난데스 | 이승호      | 김원형     | 김기덕 | 김건한        |
| 2002 | 이승호     | 제춘모      | 김상진     | 김원형 | 윤길현        |
| 2003 | 스미스     | 제춘모      | 채병용     | 이승호 | 조진호        |
| 2004 | 이승호     | 김원형      | 엄정욱     | 신승현 | 제춘모        |
| 2005 | 김원형     | 신승현      | 채병용     | 크루즈 | 헤수스 산체스 |
| 2006 | 채병용     | 윤길현      | 김원형     | 신승현 | 세라노        |
| 2007 | 레이번     | 채병용      | 로마노     | 송은범 | 김광현        |
| 2008 | 김광현     | 채병용      | 레이번     | 송은범 | 이영욱        |
| 2009 | 김광현     | 송은범      | 글로버     | 고효준 | 카도쿠라      |
| 2010 | 김광현     | 카도쿠라    | 송은범     | 글로버 | 고효준        |
| 2011 | 글로버     | 고효준      | 고든       | 김광현 | 매그레인      |
| 2012 | 윤희상     | 마리오      | 송은범     | 김광현 | 부시          |
| 2013 | 세든       | 윤희상      | 레이예스   | 김광현 | 백청훈        |
| 2014 | 김광현     | 채병용      | 밴와트     | 울프   | 레이예스      |
| 2015 | 김광현     | 켈리        | 박종훈     | 세든   | 윤희상        |
| 2016 | 켈리       | 김광현      | 윤희상     | 박종훈 | 세든          |
| 2017 | 켈리       | 박종훈      | 다이아몬드 | 문승원 | 윤희상        |
| 2018 | 김광현     | 켈리        | 박종훈     | 문승원 | 앙헬 산체스   |
| 2019 | 김광현     | 앙헬 산체스 | 문승원     | 박종훈 | 소사          |
| 2020 | 문승원     | 박종훈      | 핀토       | 이건욱 | 백승건        |
| 2021 | 폰트       | 오원석      | 이태양     | 최민준 | 가빌리오      |
| 2022 | 김광현     | 폰트        | 모리만도   | 이태양 | 오원석        |
| 2023 | 김광현     | 맥카티      | 엘리아스   | 오원석 | 박종훈        |
| 2024 | 앤더슨     | 엘리아스    | 김광현     | 오원석 | 송영진        |

### 2군
| 연도 | 1선발  | 2선발  | 3선발  | 4선발  | 5선발  |
| ---- | ------ | ------ | ------ | ------ | ------ |
| 2000 | 김태석 | 신승현 | 박주언 | 엄정욱 | 여준홍 |
| 2001 | 신승현 | 오승준 | 김태석 | 배홍철 | 강희석 |
| 2002 | 김기덕 | 엄정욱 | 조형식 | 오승준 | 김건한 |
| 2003 | 오승준 | 신승현 | 윤길현 | 박창근 | 김영수 |
| 2004 | 김경태 | 박창근 | 고효준 | 송은범 | 이영욱 |
| 2005 | 윤희상 | 홍성수 | 조형식 | 장찬   | 김태환 |
| 2006 | 장찬   | 이한진 | 이장환 | 조용섭 | 김성훈 |
| 2007 | 최상덕 | 김영수 | 고효준 | 이영욱 | 정병희 |
| 2008 | 이승호 | 임성헌 | 오민철 | 전병두 | 제춘모 |
| 2009 | 여건욱 | 제춘모 | 박현준 | 엄정욱 | 오민철 |
| 2010 | 박현준 | 윤석주 | 전준호 | 박종훈 | 이한진 |
| 2011 | 박종훈 | 윤희상 | 이재인 | 오성민 | 엄정욱 |
| 2012 | 백청훈 | 김태훈 | 채병용 | 박종훈 | 임치영 |
| 2013 | 이한진 | 문승원 | 제춘모 | 여건욱 | 이영욱 |
| 2014 | 이한진 | 여건욱 | 박민호 | 이석재 | 백청훈 |
| 2015 | 이한진 | 김태훈 | 김사윤 | 김대유 | 박규민 |
| 2016 | 조이현 | 문승원 | 김태훈 | 조한욱 | 이건욱 |
| 2017 | 이건욱 | 최진호 | 백청훈 | 정동윤 | 이원준 |
| 2018 | 정재원 | 이원준 | 정동윤 | 최민준 | 최진호 |
| 2019 | 조이현 | 이원준 | 이케빈 | 정혁진 | 조한욱 |
| 2020 | 양선률 | 오원석 | 신동민 | 이재성 | 허민혁 |
| 2021 | 정동윤 | 김건우 | 이건욱 | 김사윤 | 조병현 |
| 2022 | 전영준 | 유호식 | 김도현 | 신헌민 | 이건욱 |
| 2023 | 이기순 | 양선률 | 유호식 | 신헌민 | 허민혁 |
| 2024 | 박종훈 | 신헌민 | 박시후 | 최현석 | 정동윤 |

## 역대 마무리

### 1군
| 2000   | 2001   | 2002   | 2003   | 2004     | 2005   | 2006   |
| ------ | ------ | ------ | ------ | -------- | ------ | ------ |
| 이승호 | 조규제 | 채병용 | 조웅천 | 카브레라 | 조웅천 | 정대현 |
| 2007   | 2008   | 2009   | 2010   | 2011     | 2012   | 2013   |
| 정대현 | 정대현 | 전병두 | 이승호 | 정대현   | 정우람 | 박희수 |
| 2014   | 2015   | 2016   | 2017   | 2018     | 2019   | 2020   |
| 박희수 | 정우람 | 박희수 | 서진용 | 신재웅   | 하재훈 | 하재훈 |
| 2021   | 2022   | 2023   | 2024   | 2025     | 2026   | 2027   |
| 서진용 | 서진용 | 서진용 | 문승원 | 조병현   |        |        |

### 2군
| 2000   | 2001   | 2002   | 2003   | 2004   | 2005   | 2006   |
| ------ | ------ | ------ | ------ | ------ | ------ | ------ |
| 배홍철 | 가내영 | 김장준 | 정수찬 | 김종민 | 최혁길 | 김선규 |
| 2007   | 2008   | 2009   | 2010   | 2011   | 2012   | 2013   |
| 조영민 | 최상덕 | 윤희상 | 이상백 | 전준호 | 신정익 | 임경완 |
| 2014   | 2015   | 2016   | 2017   | 2018   | 2019   | 2020   |
| 이상백 | 이창욱 | 김찬호 | 김찬호 | 신동훈 | 박정배 | 박희수 |
| 2021   | 2022   | 2023   | 2024   | 2025   | 2026   | 2027   |
| 조요한 | 조요한 | 서상준 | 박성빈 |        |        |        |

## 역대 신인드래프트

### 첫 지명 선수
| 연도 | 선수   | 포지션 | SSG(SK) 소속 성적                                       |
| ---- | ------ | ------ | ------------------------------------------------------- |
| 2001 | 정상호 | 포수   | 13시즌 864경기 499안타 68홈런 .254 .321 .416            |
| 2002 | 김지완 | 투수   | 1군 출전 X                                              |
| 2003 | 송은범 | 투수   | 11시즌 291경기 838.1이닝 63승 42패 18홀드 16세이브 3.78 |
| 2004 | 박권수 | 투수   | 1시즌 1경기 0.2이닝 0.00                                |
| 2005 | 최정   | 투수   | 현역 선수                                               |
| 2006 | 이재원 | 포수   | 17시즌 1426경기 1087안타 108홈런 .278 .351 .411         |
| 2007 | 김광현 | 투수   | 현역 선수                                               |
| 2008 | 황건주 | 투수   | 1군 출전 X                                              |
| 2009 | 김태훈 | 투수   | 11시즌 302경기 372이닝 18승 22패 64홀드 9세이브 5.18    |
| 2010 | 문광은 | 투수   | 6시즌 141경기 182이닝 5승 12패 17홀드 3세이브 6.73      |
| 2011 | 서진용 | 투수   | 현역 선수                                               |
| 2012 | 문승원 | 투수   | 현역 선수                                               |
| 2013 | 이경재 | 투수   | 1군 출전 X                                              |
| 2014 | 이건욱 | 투수   | 현역 선수                                               |
| 2015 | 이현석 | 포수   | 6시즌 122경기 44안타 7홈런 .208 .244 .340               |
| 2016 | 정동윤 | 투수   | 현역 선수                                               |
| 2017 | 이원준 | 투수   | 3시즌 22경기 25.1이닝 3패 11.72                         |
| 2018 | 김정우 | 투수   | 1시즌 1경기 1이닝 9.00                                  |
| 2019 | 백승건 | 투수   | 현역 선수                                               |
| 2020 | 오원석 | 투수   | 5시즌 129경기 530이닝 27승 34패 3홀드 5.13              |
| 2021 | 김건우 | 투수   | 현역 선수                                               |
| 2022 | 윤태현 | 투수   | 현역 선수                                               |
| 2023 | 이로운 | 투수   | 현역 선수                                               |
| 2024 | 박지환 | 내야수 | 현역 선수                                               |
| 2025 | 이율예 | 포수   | 현역 선수                                               |
| 2026 |        |        |                                                         |

### 마지막 지명 선수
| 연도 | 선수   | 포지션 | SSG(SK) 소속 성적                           |
| ---- | ------ | ------ | ------------------------------------------- |
| 2001 | 윤영보 | 투수   | 1군 출전 X                                  |
| 2002 | 이한진 | 투수   | 8시즌 84경기 123.1이닝 1승 3패 1세이브 4.60 |
| 2003 | 조권성 | 포수   | 지명권 포기로 입단 X                        |
| 2004 | 김준   | 투수   | 지명권 포기로 입단 X                        |
| 2005 | 홍성수 | 투수   | 1시즌 1경기 0.1이닝 0.00                    |
| 2006 | 이명기 | 외야수 | 7시즌 359경기 386안타 50도루 .318 .371 .400 |
| 2007 | 이천웅 | 투수   | 지명권 포기로 입단 X                        |
| 2008 | 안정광 | 내야수 | 4시즌 46경기 16안타 .198 .253 .222          |
| 2009 | 류기훈 | 외야수 | 지명권 포기로 입단 X                        |
| 2010 | 최원재 | 투수   | 2시즌 4경기 2이닝 1홀드 4.50                |
| 2011 | 최진호 | 투수   | 1군 출전 X                                  |
| 2012 | 김호은 | 외야수 | 지명권 포기로 입단 X                        |
| 2013 | 김정후 | 외야수 | 1시즌 5경기 무안타 .000 .000 .000           |
| 2014 | 김성민 | 투수   | 지명권 포기로 입단 X                        |
| 2015 | 남지훈 | 투수   | 지명권 포기로 입단 X                        |
| 2016 | 박광명 | 외야수 | 1군 출전 X                                  |
| 2017 | 도윤   | 투수   | 지명권 포기로 입단 X                        |
| 2018 | 송현제 | 투수   | 지명권 포기로 입단 X                        |
| 2019 | 최륜기 | 외야수 | 지명권 포기로 입단 X                        |
| 2020 | 박시후 | 투수   | 현역 선수                                   |
| 2021 | 권혁찬 | 내야수 | 1군 출전 X                                  |
| 2022 | 최유빈 | 내야수 | 1군 출전 X                                  |
| 2023 | 김준영 | 투수   | 현역 선수                                   |
| 2024 | 변건우 | 투수   | 현역 선수                                   |
| 2025 | 도재현 | 투수   | 현역 선수                                   |
| 2026 |        |        |                                             |

## 역대 2차 드래프트
| 연도 | 선수 (원소속팀)                           | 포지션             | SSG(SK) 소속 성적                                                   |
| ---- | ----------------------------------------- | ------------------ | ------------------------------------------------------------------- |
| 2012 | 유재웅 (두산) 오수호 (롯데) 김도현 (넥센) | 외야수 투수 외야수 | 1시즌 9G 2안타 .154 1군 출전 X 3시즌 12G 5안타 .053                 |
| 2014 | 신현철 (넥센) 이정담 (롯데) 김대유 (넥센) | 내야수 투수        | 1시즌 60G 17안타 .262 1시즌 6G 5.1이닝 5.06 2시즌 15G 16.1이닝 9.92 |
| 2016 | 최정용 (삼성) 김정민 (한화) 박종욱 (두산) | 내야수 투수 포수   | 2시즌 53G 18안타 .300 1군 출전 X                                    |
| 2018 | 강지광 (넥센) 김주온 (삼성) 허도환 (한화) | 투수 포수          | 4시즌 36G 35이닝 6.43 5시즌 39G 42이닝 9.00 2시즌 79G 16안타 .158   |
| 2020 | 김세현 (KIA) 채태인 (롯데) 정수민 (NC)    | 투수 내야수 투수   | 2시즌 47G 46.1이닝 6.22 1시즌 71G 45안타 .281 2시즌 13G 46이닝 4.89 |
| 2024 | 박대온 (NC) 신범수 (KIA)                  | 포수               | 1군 출전 X 현역 선수                                                |
| 2026 |                                           |                    |                                                                     |

## 역대 국가대표
| 대회                              | 명단                                         |
| --------------------------------- | -------------------------------------------- |
| 2000년 시드니 올림픽              | 강병철(코치), 이승호                         |
| 2001년 세계야구선수권대회         | 오상민, 채종범                               |
| 2002년 부산 아시안게임            | 이승호, 김민재                               |
| 2002년 인터컨티넨탈컵             | 정대현, 채병용, 김민재, 이진영, 채종범       |
| 2003년 세계야구선수권대회         | -                                            |
| 2005년 세계야구선수권대회         | 양승관(코치)                                 |
| 2006년 월드 베이스볼 클래식       | 조범현(배터리코치), 정대현, 이진영           |
| 2006년 도하 아시안게임            | 정근우, 박재홍, 이진영                       |
| 2006년 인터컨티넨탈컵             | 김선규                                       |
| 2007년 세계야구선수권대회         | 김성래(코치)                                 |
| 2008년 베이징 올림픽              | 김광현, 정대현, 정근우, 이진영               |
| 2009년 월드 베이스볼 클래식       | 이승호, 정대현, 김광현, 박경완, 최정, 정근우 |
| 2009년 세계야구선수권대회         | 박현준                                       |
| 2010년 광저우 아시안게임          | 정대현, 송은범, 박경완, 정근우, 최정, 김강민 |
| 2010년 인터컨티넨탈컵             | 박희수                                       |
| 2011년 세계야구선수권대회         | 박종훈                                       |
| 2013년 월드 베이스볼 클래식       | 박희수, 윤희상, 정근우, 최정                 |
| 2014년 인천 아시안게임            | 김광현, 이재원                               |
| 2014년 WBSC U-21 야구 월드컵      | 김도현                                       |
| 2015년 프리미어 12                | 김광현                                       |
| 2016년 WBSC U-23 야구 월드컵      | -                                            |
| 2017년 월드 베이스볼 클래식       | 박희수                                       |
| 2017년 아시아 프로야구 챔피언십   | -                                            |
| 2018년 자카르타 팔렘방 아시안게임 | 박종훈, 이재원                               |
| 2018년 WBSC U-23 야구 월드컵      | 이원준, 전경원                               |
| 2019년 프리미어 12                | 하재훈, 김광현, 박종훈, 최정                 |
| 2020년 도쿄 올림픽                | 최주환                                       |
| 2021년 WBSC U-23 야구 월드컵      | 김건우, 조형우, 고명준                       |
| 2022년 항저우 아시안게임          | 박성한, 최지훈                               |
| 2022년 WBSC U-23 야구 월드컵      | 이기순, 김도현, 김태윤                       |
| 2023년 월드 베이스볼 클래식       | 김민재(수비코치), 김광현, 최정, 최지훈       |
| 2023년 아시아 프로야구 챔피언십   | 조병현, 오원석, 최지훈                       |
| 2023년 아시아 야구 선수권 대회    | 조병현, 류현곤, 신헌민                       |
| 2024년 프리미어 12                | 조병현, 박성한                               |
| 2024년 WBSC U-23 야구 월드컵      | 최현석, 박기호                               |